# Georges Aperghis
Georges Aperghis (Greco: Γιώργος Απέργης; Atene, 23 dicembre 1945) è un compositore greco, che lavora principalmente nel campo del teatro musicale sperimentale, ma ha anche composto una grande quantità di musica da camera non programmatica.

## Carriera
Aperghis ha lavorato con Pierre Schaeffer e Iannis Xenakis e ha fondato la compagnia teatrale e musicale ATEM (Atelier Théâtre et Musique). È stato “compositore residente” a Strasburgo, in Francia.
Nel 2011 è stato il primo vincitore del Premio musicale Mauricio Kagel. Aperghis è stato insignito del Premio Fondazione BBVA Frontiere della Conoscenza 2015 nella categoria Musica Contemporanea per la sua reinvenzione del teatro musicale, utilizzando suoni, gesti, spazio e tecnologia e coinvolgendo gli interpreti nel processo compositivo.

## Opere scelte
- Il gigante Golia (1975/1990) per voce e orchestra
- Histoire de loups (1976), opera
- Récitations (1977–78) per voce solista
- Le Corps à Corps (1978) per percussioni soliste (voce con Zarb)
- En un tournemain (1987) per viola solista
- Cinq Couplets (1988) per voce e clarinetto basso
- Triangle carré (1989) per quartetto d'archi e tre percussionisti
- Simulacre (1991–95), serie di quattro brani per voce e piccoli gruppi da camera
- Sextuor: L'Origine des espèces (1992), opera per cinque voci femminili e violoncello
- Crosswind (1997) per viola e quartetto di sassofoni
- Volte-face (1997) per viola solista
- Machinations (2000) spettacolo musicale per quattro voci femminili e computer
- Die Hamletmaschine-oratorio (2000) per coro e orchestra con solisti
- Le petit chaperon rouge (2001) per ensemble da camera
- Rasch (2001) per violino e viola
- Avis de tempête (2005), opera con ensemble da camera ed elettronica
- Wild Romance (2013), per soprano e ensemble da camera
- Trio Funambules (2014), per sassofono, pianoforte e percussioni (scritto per il Trio Accanto)

## Vita privata
Era nato nel 1945 da genitori entrambi artisti greci, Irini Apergi e Achilleas Aperghis. Viveva in Francia ed fu sposato con l'attrice Édith Scob fino al 2019, anno della sua morte.